# غرطر ذهبي الرأس
غرطر ذهبي الرأس (الاسم العلمي:Thamnophis chrysocephalus) هو نوع من الزواحف يتبع جنس الغرطر من فصيلة الأحناش.